# Cloruro de polivinilideno
El cloruro de polivinilideno (PVDC) es un homopolímero del cloruro de vinilideno.

## Propiedades
Es un polímero de recubrimiento altamente eficaz contra el agua, oxígeno y aromas. Tiene una resistencia química superior a medios alcalinos y ácidos, es insoluble en disolventes orgánicos, no absorbe la humedad, por lo que es impermeable al moho, bacterias e insectos, pero es soluble en disolventes polares.
Tiene buena estabilidad térmica, pero por encima de 125 °C se descompone para producir cloruro de hidrógeno (HCl).